# Resultados do Carnaval de Belo Horizonte em 2019
Resultados do Carnaval de Belo Horizonte em 2019.

## Escolas de samba

### Grupo A
| Colocação | Escola                   | Pontos | Nota      | Ref.  |
| --------- | ------------------------ | ------ | --------- | ----- |
| 1º        | Acadêmicos de Venda Nova | 158,6  |           | [ 1 ] |
| 2º        | Canto da Alvorada        | 158,4  |           | [ 1 ] |
| 3º        | Cidade Jardim            | 158,1  |           | [ 1 ] |
| 4º        | Estrela do Vale          | 158    |           | [ 1 ] |
| 5º        | Imperavi de Ouros        | 155,5  |           | [ 1 ] |
| 6º        | Bem-Te-Vi                | 154,3  | Rebaixada | [ 1 ] |

### Grupo B
| Colocação | Escola          | Pontos | Nota      | Ref.  |
| --------- | --------------- | ------ | --------- | ----- |
| 1º        | Raio de Sol     | 152,7  | Promovida | [ 1 ] |
| 2º        | Unidos Guaranis | 151,8  |           | [ 1 ] |

## Blocos caricatos

### Grupo A
| Colocação | Bloco                       | Pontos | Nota      | Ref.  |
| --------- | --------------------------- | ------ | --------- | ----- |
| 1º        | Bacharéis do Samba          | 149,4  |           | [ 1 ] |
| 2º        | Estivadores do Havaí        | 148,6  |           | [ 1 ] |
| 3º        | Infiltrados de Santa Tereza | 147,8  |           | [ 1 ] |
| 4º        | Inocentes de Santa Tereza   | 147,6  |           | [ 1 ] |
| 5º        | Por Acaso                   | 146,9  |           | [ 1 ] |
| 6º        | Unidos Zona Norte           | 146,8  |           | [ 1 ] |
| 7º        | Mulatos do Samba            | 146,1  | Rebaixado | [ 1 ] |
| 8º        | Corsários do Samba          | 145,7  | Rebaixado | [ 1 ] |

### Grupo B
| Colocação | Bloco                      | Pontos | Nota      | Ref.  |
| --------- | -------------------------- | ------ | --------- | ----- |
| 1º        | Acadêmicos da Vila Estrela | 149,4  | Promovido | [ 1 ] |
| 2º        | Real Grandeza              | 145,5  |           | [ 1 ] |
| 3º        | Aflitos do Anchieta        | 145    |           | [ 1 ] |